# 韓宜可
韓 宜可（かん ぎか、生年不詳 - 1398年）は、元末明初の官僚。字は伯時。本貫は紹興府山陰県。

## 生涯
元の至正年間、行御史台に辟召されて掾となったが、就任しなかった。明の洪武初年、推薦を受けて山陰教諭に任じられ、楚府録事に転じた。ほどなく監察御史に抜擢され、権貴に遠慮せず弾劾した。ときの丞相胡惟庸・御史大夫陳寧・中丞涂節方を弾劾したことから、洪武帝の怒りを買った。錦衣衛の獄に下すよう命じられたが、まもなく釈放された。
洪武9年（1376年）、宜可は陝西按察司僉事として出向した。ときに官吏で笞罰以上の罪があった者はみな鳳陽に移されて寄り集められており、それが万を数えるにいたった。宜可は「事件の公私や罪の大小によって刑罰の軽重は論じられるべきで、いま全てが鳳陽に流されているのは、小人の幸いであっても、君子には危険なことです。衆心を合わせるため刑罰を分別するようお願いします」と上疏したので、洪武帝はこれを許可した。南京に入朝したとき、官に身柄を没収されて奴隷とされた男女を賜る機会があったが、宜可はひとり受けなかった。なおかつ「罪人を下僕としないのは、古の制であります。事件にむやみに連座させるのは、法の濫用であります。ましてや男女の別は人倫の大道であり、婚姻を越えた場合でもなお和睦の感情を傷つけるものであります。男女の門地を合わせて連座させるのが、聖朝にとってよろしいことでしょうか」と極論したので、洪武帝はその言を認めた。後に事件に連座して刑罰を受けそうになったが、洪武帝自らの糾問に対して身を慎んだので、罪を免れることができた。二十余事を上疏して、いずれも許可された。ほどなく罷免されて帰郷した。
後に宜可は再び召し出されて上京した。洪武帝の命を受けて鍾山や大江を祀る文を書いた。洪武帝が諭日本詔や征烏蛮詔を出すと、宜可はいずれも帝の意に沿ったので、特別に山西右布政使に任じられた。ほどなく事件に連座して雲南に安置された。洪武31年（1398年）、建文帝が即位すると、陳性善の推薦により、宜可は雲南参政として起用された。入朝して左副都御史に任じられ、在官のまま死去した。